# Schist

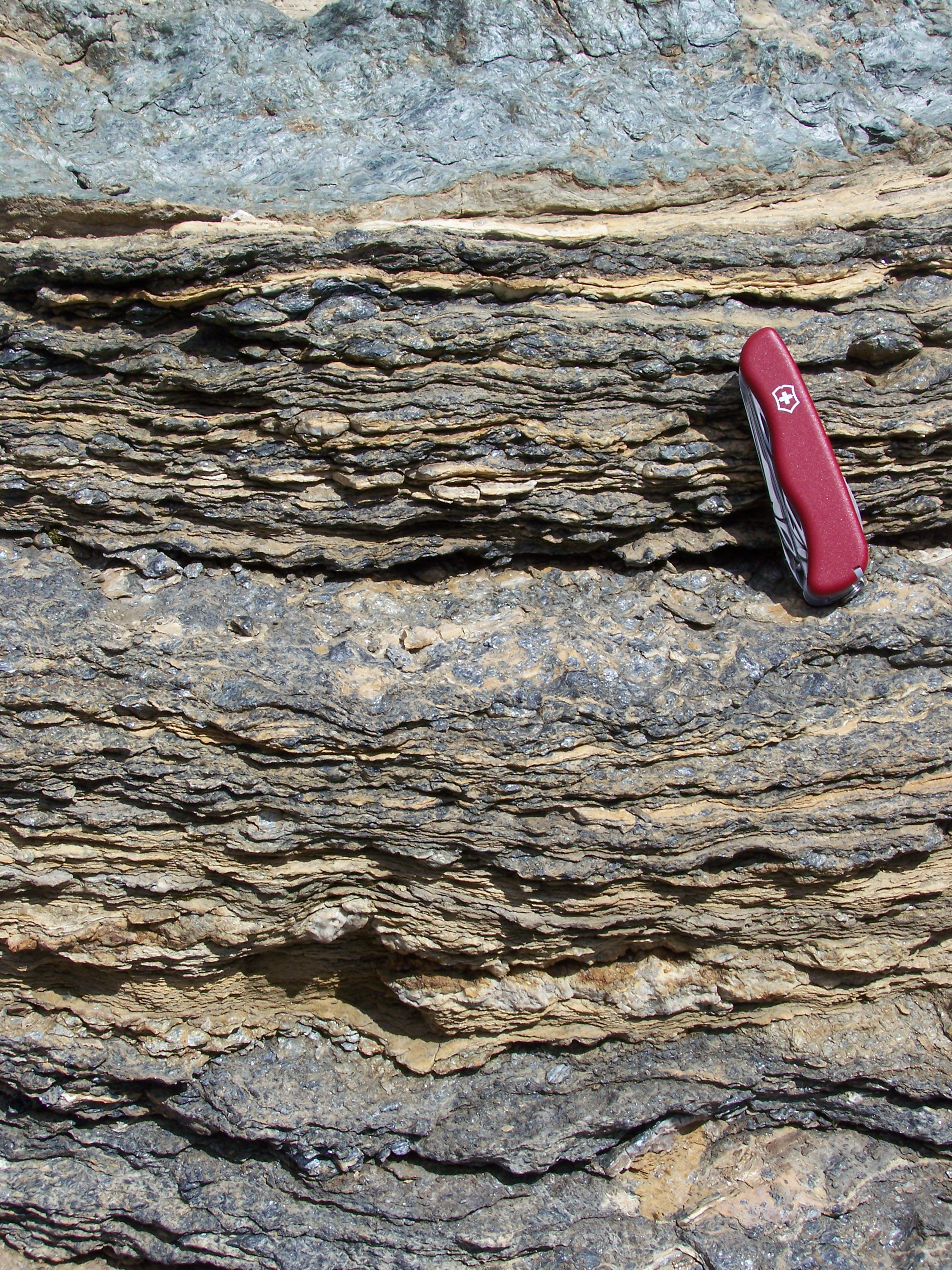
Pelitische schist uit de Zermatt-zone, Penninische nappes. Locatie: Colle del Turlo, Italië.

Schist (Gr. schistos = gespleten) is een middelgradig metamorf gesteente (doorgaans gevormd bij drukken van 0,1 tot 0,8 GPa en temperaturen van 200 tot 600 °C). Schist heeft een hogere metamorfe graad dan leisteen en fylliet maar meestal een lagere graad dan gneis. Kenmerkend aan schisten is het voorkomen van duidelijke foliaties, die gevormd worden door de voorkeursoriëntatie van mica's. Dit type foliatie wordt een schistositeit genoemd.
Schist kan diverse protolieten hebben maar vanwege de grote hoeveelheid mica's is de protoliet vaak een peliet (klei-rijk sediment). Ook fijnkristallijn stollingsgesteente dat metamorfe processen ondergaat, kan schistositeit gaan vertonen. Door mechanische spanning ontstaat oplijning van mica's als muscoviet, biotiet of chloriet (het laatste mineraal in de groenschist-facies). Dit is typisch voor schisteus gesteente.

## Manhattan
De wolkenkrabbers van Manhattan zijn gefundeerd op schistlagen. Op sommige plekken echter bevindt dit gesteente zich meer dan 80 meter onder de grond en op deze plekken kunnen vanwege funderingsproblemen geen wolkenkrabbers staan. De diepte van de schistlaag bepaalt dus op welke plekken de wolkenkrabbers in Manhattan staan.